# Озд
Озд (угор. Ózd) — місто на північному сході Угорщини, друге за величиною у медьє Боршод-Абауй-Земплен після адміністративного центру — Мішкольца. Населення — 39 114 осіб (2001). Промисловий центр.

## Географія і транспорт
Місто розташоване за 130 км на північний схід від Будапешта, за 40 км на північний захід від Мішкольца і за 40 км на північ від Егера. За 3 км на північ від міста проходить кордон зі Словаччиною. Найближче до Озду словацьке місто — Рімавска Собота (25 км). Автодороги ведуть від Озда в сторону Мішкольца та словацьких Кошиць. Залізнична гілка з'єднує Озд з Мішкольцем.

## Історія
Вперше про місто Озд згадано в 1242 році. Сучасне місто утворився злиттям історичного Озда і містечок Больок і Сайоварконі. Історично в місті проживали великі циганська і єврейська діаспора, однак більшість євреїв міста загинуло або емігрувало в ході другої світової війни. В XIX столітті в місті почала розвиватися важка промисловість. У 1843 році був відкритий перший в країні металургійний завод, а в околицях міста почалися розробки родовищ бурого вугілля. У XX столітті в Озді було побудовано ще кілька промислових підприємств, у тому числі швейна і меблева фабрики.

## Відомі особистості
У поселенні народився:
- Клара Адягаши (* 1952) — угорський вчений-тюрколог, славіст, мовознавець.

## Міста-побратими
- Годмезевашаргей, Угорщина